# Vinter vid Sognefjorden
Vinter vid Sognefjorden (norska: Vinter ved Sognefjorden) är en oljemålning av Johan Christian Dahl från 1827.
Johan Christian Dahl anses vara en pionjär i 1800-talets norska landskapskonst och förenade i denna realism och romantik. År 1827, när Vinter vid Sognefjorden tillkom, hade Johan Christian Dahl sedan sex år bott permanent i Dresden i Tyskland. Han målade där ett antal mer eller mindre idealiserade norska landskapsmotiv. År 1826 gjorde han sin första studieresa till Norge efter utlandsflytten, från Kristiania genom Telemark och över Hardangervidda till Vestlandet.

## Målningen
Vinter vid Sognefjorden utfördes 1827 och visar utsikten en kall vintermorgon från Nornes mot Fimreite på andra sidan av Sognefjorden. Den visar ett kylslaget landskap, som är tomt på människor. Enda tecknet på liv är några småfåglar, som letar efter mat på marken. I förgrunden står en bautasten från järnåldern. Ett rosa morgonljus håller på att leta sig ned till dalens botten och till den stilla fjorden. På andra sidan vattnet skymtar en isolerad gård.
Fimreite, innerst i Sognefjorden, var platsen för slaget vid Fimreite den 15 juni 1184, en batalj om den norska kungamakten, där Sverre Sigurdsson vann över sin rival Magnus Erlingsson. Platsen hade därför en emotionell innebörd i Norge under perioden av nationellt uppvaknande i början av 1800-talet. Den stora bautastenen symboliserar också en storartad forntid.
Motivet hade skisserats i en teckning under Johan Christian Dahls första resa tillbaka till Norge som utlandsboende året innan. Motivet omformades till ett vinterlandskap i Dahls ateljé i Dresden. Johan Christian Dahl placerade också in bautastenen, som inte fanns där i verkligheten, för att framhäva ett storslaget kulturellt arv i en storslagen natur.

## Proveniens
Målningen gavs testamentariskt till Nasjonalgalleriet i Oslo av Bergljot Skamarken (1890–1977).

## Bildgalleri över andra målningar av Johan Christian Dahl med bautastenar

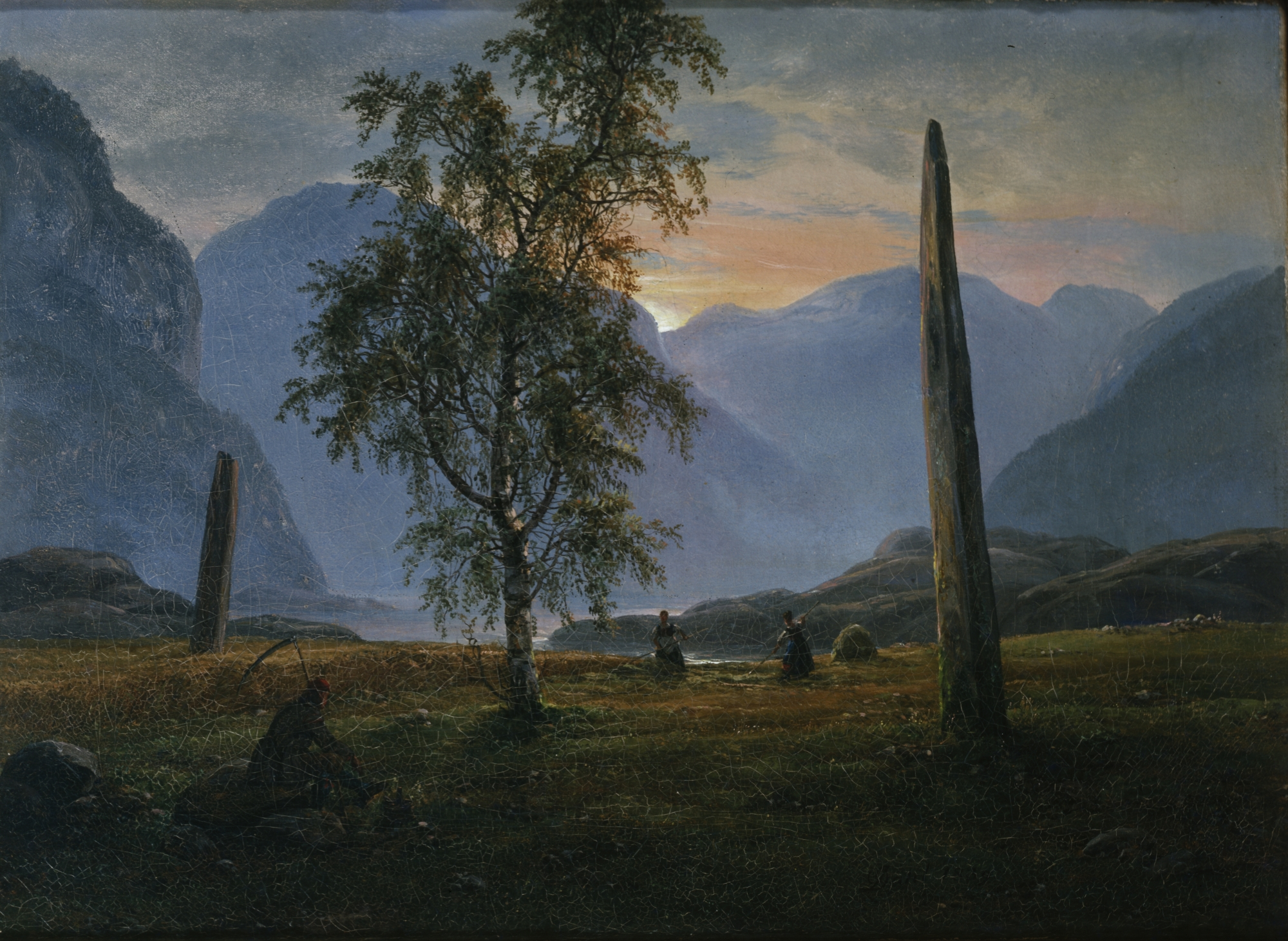
Höbärgning mellan bautastenar vid Nornes, 1839
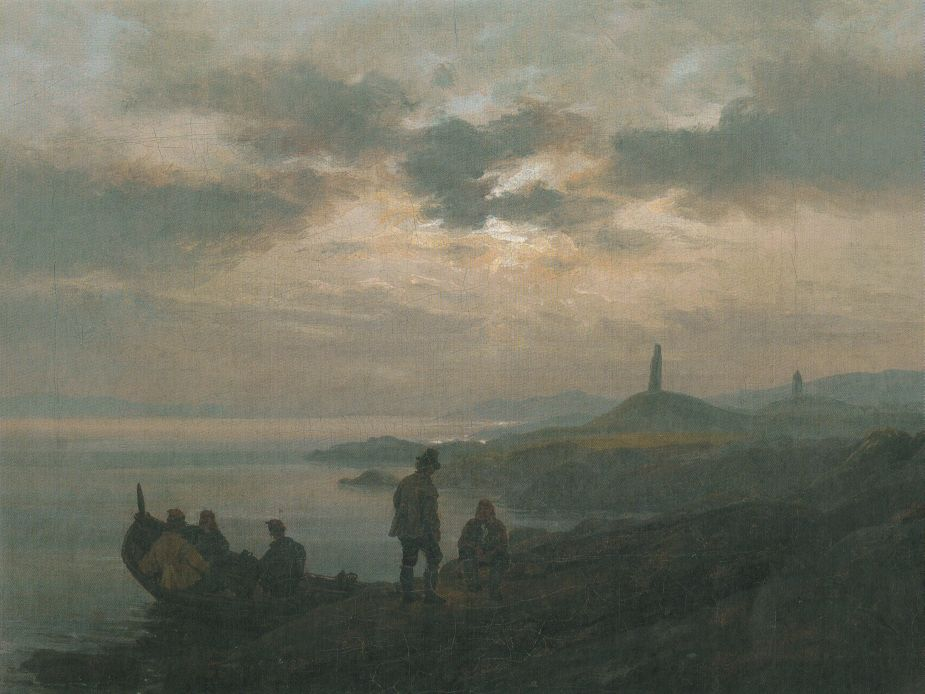
Kustparti med gravhögar och bautastenar, 1837